# Atrichopogon spurius
Atrichopogon spurius är en tvåvingeart som beskrevs av Jean-Jacques Kieffer 1913. Atrichopogon spurius ingår i släktet Atrichopogon och familjen svidknott. Inga underarter finns listade i Catalogue of Life.